# Rupnikova linija
Rupnikova linija ali Rupnikova črta je sistem utrdb, ki jih je začela graditi Kraljevina Jugoslavija na ozemlju zahodne Slovenije pred drugo svetovno vojno kot obrambo pred italijanskim napadom. Ime je dobila po jugoslovanskemu generalu slovenskega rodu Leonu Rupniku. Obrambna črta nikoli ni služila svojemu namenu, saj je bila zapuščena še pred italijanskim napadom na Jugoslavijo v aprilski vojni. Danes je ponekod v zahodni Sloveniji ostanke Rupnikove obrambne črte še možno videti, največ od Blegoša do Golega vrha v Poljanski dolini.

## Vzrok za nastanek linije
Leta 1918 je Avstro-Ogrska po dolgi in mučni vojni razpadla. Voditelji novonastale države Slovencev, Hrvatov in Srbov so zaman pričakovali, da bodo Italijani spoštovali samoodločbo narodov, ki jo je po koncu vojne razglasil ameriški predsednik Wilson. Ta je povzročila nastanek mnogih novih držav, ki so bile prej v sklopu habsburškega in nemškega cesarstva. Italijani so imeli druge načrte: na pogajanjih v Versaillesu so odločno zahtevali izpolnitev do tedaj tajnega londonskega pakta. Medtem so njihove enote vse globlje prodirale v slovensko deželo in jo razglašale za italijansko. Ustavila jih je šele enota srbskega majorja Stevana Švabića, ki je na prošnjo ljubljanskega narodnega sveta iz skupine bivših srbskih vojnih ujetnikov organizirala enoto, ki je Italijanom na Vrhniki blokirala pot v Ljubljano. Vendar so bili ti takrat že daleč za črto, ki jo je omenjal londonski sporazum. Država Slovencev, Hrvatov in Srbov je obstajala zelo kratek čas; zaradi političnih pritiskov sosednih držav se je morala združiti z Kraljevino Srbijo in tako je nastala Kraljevina SHS. Ta je 12. novembra 1920 v italijanskem letovišču Rapallo podpisala pogodbo, s katero je bila dokončno določena meja med Italijo in kraljevino SHS. Kasneje je postala znana kot rapalska meja. Potekala je po črti Peč, Jalovec, Triglav, Bogatinsko sedlo, Možic, Črni vrh nad Cerknem, Blegoš, Bevkov vrh, Hotedrščica, Planina, Javorniki, Bička gora, Snežnik, Kastav in Reka. Glede na določila londonskega pakta je bila SHS prikrajšana za Trbiž ter za široko dolino med novonastalo mejo in Nanosom,Senožečami in Knežakom z mestoma Postojna in Pivka. Dejansko pa je bilo izgubljeno celotno slovensko primorje skupaj z Istro in Trstom, nekaj let kasneje pa so izgubili še Reko, ki naj bi bila odprto mesto pod nadzorom obeh držav.
Nova meja je popolnoma spremenila življenje ljudi, mnogi so zaradi meje izgubili vir zaslužka. Zaradi revščine je začelo cveteti tihotapstvo oz. kontrabant. Tihotapili so vse od moke, mesa in cigaret pa do vžigalic. Najdonosnejše je bilo tihotapljenje živine in konj. Tihotapstvo je bilo smrtno nevarno, vendar je z njim marsikdo tudi obogatel.
Prvi so začeli mejo utrjevati Italijani. Ti so začeli postavljati utrjene vojašnice že v dvajsetih letih dvajsetega stoletja. Uradno pa se je začelo utrjevati januarja 1931, ko so začeli z izgradnjo večjega števila podzemnih in nadzemnih utrdb in kasarn, povezanih v Alpski zid. Na utrjevanje meje so pomislili tudi Jugoslovani. Prva pobuda se je pojavila leta 1926, vendar se vse do leta 1935 ni zgodilo nič posebnega.
Vzrokov za nastanek Rupnikove linije je več, od gospodarskih, političnih in družbenih. Prva svetovna vojna v Evropi ni prinesla sprememb, ki so si jih ljudje želeli, mnogi narodi so bili nad razpletom vojne razočarani, še posebej pa Nemci, ki so vojno izgubili. Pojavljati sta se začela fašizem in nacizem, ki sta želela popraviti stare krivice. Vse to je pripeljalo do nove oboroževalne tekme. Evropske države, ki so bile še vedno pod močnim vtisom mučnega bojevanja v blatnih strelskih jarkih, so svoje ozemlje želele zavarovati z mogočnimi utrdbami iz železa in betona. Tako so začele nastajati slavna francoska Maginotova linija in njej nasproti stoječa nemška Siegfridova linija, pa tudi manj znana švicarska Nacionalna pregrada, Mannerheimova linija na Finskem, grška linija Metaxas in italijanska Vallo Alpino oz. Alpski zid, nasproti katerega je stala Rupnikova linija.

## Začetek gradnje utrdb
Leta 1935 so se z napadom na Etiopijo razkrile italijanske osvajalne ambicije, temu je nato sledilo še sklenitev trojnega pakta z nacistično Nemčijo. To je Kraljevino Jugoslavijo prisililo, da je začela resno razmišljati o obrambi svoje meje, predvsem z Italijo, ki je v tistem času veljala za najnevarnejšega potencialnega nasprotnika. Po priključitvi Avstrije k nacistični Nemčiji so obrambno črto razširili še na avstrijsko mejo. Celotna obrambna črta je bila razdeljena na pet sektorjev, kasneje po priključitvi Avstrije k Nemčiji pa na šest. Sektorji niso bili označeni zaporedno, pač pa po pomembnosti.
- Prvi sektor je  bil zahodno od Ljubljane s sedežem na Vrhniki, branil pa naj bi smer Trst-Ljubljana.

- Drugi sektor je segal od Sušaka s sedežem v Kamenjaku, ta naj bi preprečeval prodor sovražniku iz reke proti Zagrebu in Dalmaciji.

- Tretji sektor se je nahajal med Škofja Loko kjer je bil tudi sedež in Vrhniko. Zapiral naj bi pot do Ljubljane po Poljanski dolini ter greben med Poreznom in Blegošem na sveru in Žirovskim vrhom na jugu.

- Četrti sektor je zapiral Selško dolino ter dostop po grebenu s Soriške planine do Ratitovca. Sedež sektorja je bil v Železnikih.

- Peti sektor je imel sedež v Cerknici. Zapiral je dostop do Ljubljane čez Rakitno in koridor proti vzhodu preko Velikih Lašč.

- Šesti sektor se ustanovili nekoliko kasneje, zajemal pa je območje med Črno na Koroškem in Mariborom.

Utrjeni so bili tudi vsi prelazi preko Karavank in Gornjesavsko dolino med Begunjami in Radovljico. Pripravljenih je bilo tudi nekaj notranjih obrambnih črt: od Zagreba do morja ter na rekah Glini in Čazmi, pa tudi vzdolž reke Drine.
Za gradnjo utrdb so bile sestavljene posebne gradbene ekipe, ki so leta 1935 štele okoli 15.000 ljudi, razporejenih v dvanajst oddelkov. Pet jih je delovalo ob italijanski meji, en na avstrijski, in šest na madžarski meji. Na začetku so oddelke sestavljali predvsem vojaki, ki so do leta 1937 gradili predvsem ceste in ostalo infrastrukturo. Do leta 1939 se je število graditeljev povečalo na 40.000, graditi pa so začeli betonske bunkerje in ostale utrjene položaje. Ob nemškem napadu na Poljsko 1. septembra 1939 je gradnjo prevzela vojska. Ta je vpoklicala veliko število rezervistov, ki jih je nato uporabila kot gradbene delavce. Gradnja utrdb je revnemu prebivalstvu okoliških krajev prinesla veliko možnosti za zaslužek. Nekateri domačini so našli delo na gradbiščih, drugi pa pri oskrbovanju množice delavcev s hrano, pijačo in gradbenim materialom. Po načrtih naj bi z gradnjo utrdb zaključili leta 1947. Zaradi pomanjkanja finančnih sredstev, začetka druge svetovne vojne in potrebe po utrditvi preostalih mej kraljevine so bili načrti leta 1940 močno skrčeni. Prvotni načrt se je zgledoval po francoskih in čeških utrdbah, ki so bile zasnovane iz manjših bunkerjev in večjih podzemnih utrdb, razporejenih v dve obrambni črti. Zaradi finančne stiske, primanjkovanja časa in nemške okupacije Češke, od koder je bilo uvoženega veliko materiala za utrdbe, so načrte močno spremenili. Gradnjo velikih podzemnih utrdb so prekinili, osredotočili pa so se bolj na gradnjo manjših bunkerjev in utrdb, kljub temu pa do aprilske vojne mnogo utrdb ni bilo dokončanih. Utrdbe na celotni liniji nikoli niso služile svojemu namenu. V času italijanskega napada na Jugoslavijo, ki se je zgodil nekaj dni po nemškem, so bile utrdbe že zapuščene. Po napadu so Italijani mnoge utrdbe zaradi varnosti in pomanjkanja železa uničili. Utrdbe, ki so ostale na nemškem okupacijskem območju, pa so ostale bolj ali manj nedotaknjene in jih je možno videti še danes. Po drugi svetovni vojni so postale utrdbe pozabljene, le nekatere pa je začela uporabljati JLA. Širša javnost je zanje slišala šele pred desetletjem. 
Danes je utrdbe še možno videti, predvsem so znane tiste na Blegošu, Poreznu in Ratitovcu ter še ponekod drugod v zahodni Sloveniji. Večina utrdb je danes zapuščenih in propadajo. V občini Gorenja vas - Poljane organizirajo v utrdbah tudi razne prireditve (koncerte, balinanje, razstave), organiziran je tudi voden ogled poti po Rupnikovi liniji.

## Tipi utrdb
- Lahki bunker v obliki kocke
- Lahki bunker v obliki prizme
- Lahek bunker v obliki male prizme
- Lahek strojnični bunker kročne oblike
- Stolpični bunker
- Prevrnjena barka
- Protitankovski bunker
- Topovski bunker
- Zaporne utrdbe
- Protitankovske utrdbe
- Slemenska utrdba
- Kaufmannova kazameta